# The Brian Setzer Orchestra
The Brian Setzer Orchestra – amerykański big-band grający z gatunku swing revival, rockabilly oraz jump blues, założony w 1990 roku przez Briana Setzera, frontmana Stray Cats.

## Dyskografia[3]

### Albumy studyjne
- The Brian Setzer Orchestra (1994)
- Guitar Slinger (1996)
- The Dirty Boogie (1998)
- Vavoom! (2000)
- Boogie Woogie Christmas (2002)
- Dig That Crazy Christmas (2005)
- Wolfgang's Big Night Out (2007)
- Songs from Lonely Avenue (2009)
- Rockin' Rudolph (2015)

### Minialbumy
- The Dirty Boogie 4 (1999)
- Luck Be A Lady (2004)

### Albumy koncertowe
- Jumpin' East of Java (2001)
- The Ultimate Collection (2004)

- It's Gonna Rock 'Cause That's What I Do (2010)
- Don't Mess with a Big Band (2010)
- Christmas Comes Alive! (2010)